# Surf (trò chơi điện tử)

Ảnh chụp màn hình của trò chơi.

Surf là một webgame được phát triển bởi Microsoft được cung cấp cùng với trình duyệt web Microsoft Edge. Trong trò chơi, người chơi phải điều khiển một vận động viên lướt sóng để giúp họ di chuyển trên một vùng nước đồng thời thu thập sức mạnh để di chuyển nhanh hơn, tránh các chướng ngại vật và những con kraken (bạch tuộc khổng lồ). Trò chơi có ba chế độ chơi (bất tận, thời gian dùng thử và đường dích dắc), có tùy chỉnh các nhân vật khác nhau và hỗ trợ điều khiển trên bàn phím, chuột, màn hình cảm ứng và gamepad.
Giống như Dinosaur Game của Google Chrome, Surf có thể truy cập được khi thiết bị không được kết nối với Internet và cũng có thể được truy cập bằng cách nhập edge://surf vào thanh địa chỉ của Edge. Lối chơi của nó giống với trò chơi điện tử SkiFree năm 1991. Microsoft cũng tổ chức một phiên bản của trò chơi với các tính năng hạn chế có thể chơi được từ bất kỳ trình duyệt web hiện đại nào. Trò chơi cũng được bao gồm với các phiên bản Edge dành cho Android và iOS.
Vào năm 2021, trò chơi đã được cập nhật với chủ đề theo mùa đã thay đổi người lướt sóng thành người trượt tuyết trên núi tuyết như một sự tôn trọng đối với tựa game SkiFree. Con kraken bình thường trong trò chơi cũng được thay thế bằng Abominable Snowman, giống với SkiFree.